# Ногуші
Ногуші́ (рос. Ногуши) — село у складі Білокатайського району Башкортостану, Росія. Адміністративний центр та єдиний населений пункт Ногушинської сільської ради.
Населення — 628 осіб (2010; 854 у 2002).
Національний склад:
- росіяни — 97 %

## Видатні уродженці
- Худяков Олександр Олексійович — Герой Радянського Союзу.